# Cristo Rey de Les Houches
Cristo Rey de Les Houches o Estatua del Cristo Rey des Houches (en francés: Statue du Christ-Roi des Houches) es una estatua monumental de 25 metros de altura, situada en el pueblo de Les Houches, Haute-Savoie, en Francia. El monumento está situado sobre un promontorio rocoso, dominado por el valle de Chamonix.
Claude Marie Delassiat, pastor de Les Houches es el que inició la construcción de esta estatua. Él quería una estatua que encarnara la idea del apoyo a una encíclica, que proclama la realeza universal de Cristo. 
La primera piedra se colocó en agosto de 1933 y después de un año de trabajo, la estatua fue inaugurada el 19 de agosto de 1934.
La estatua fue realizada por Georges Serraz (1883-1963), está hecha de hormigón armado, granito, pesa 500 toneladas y posee 25 metros de altura.